# Simon Mathew

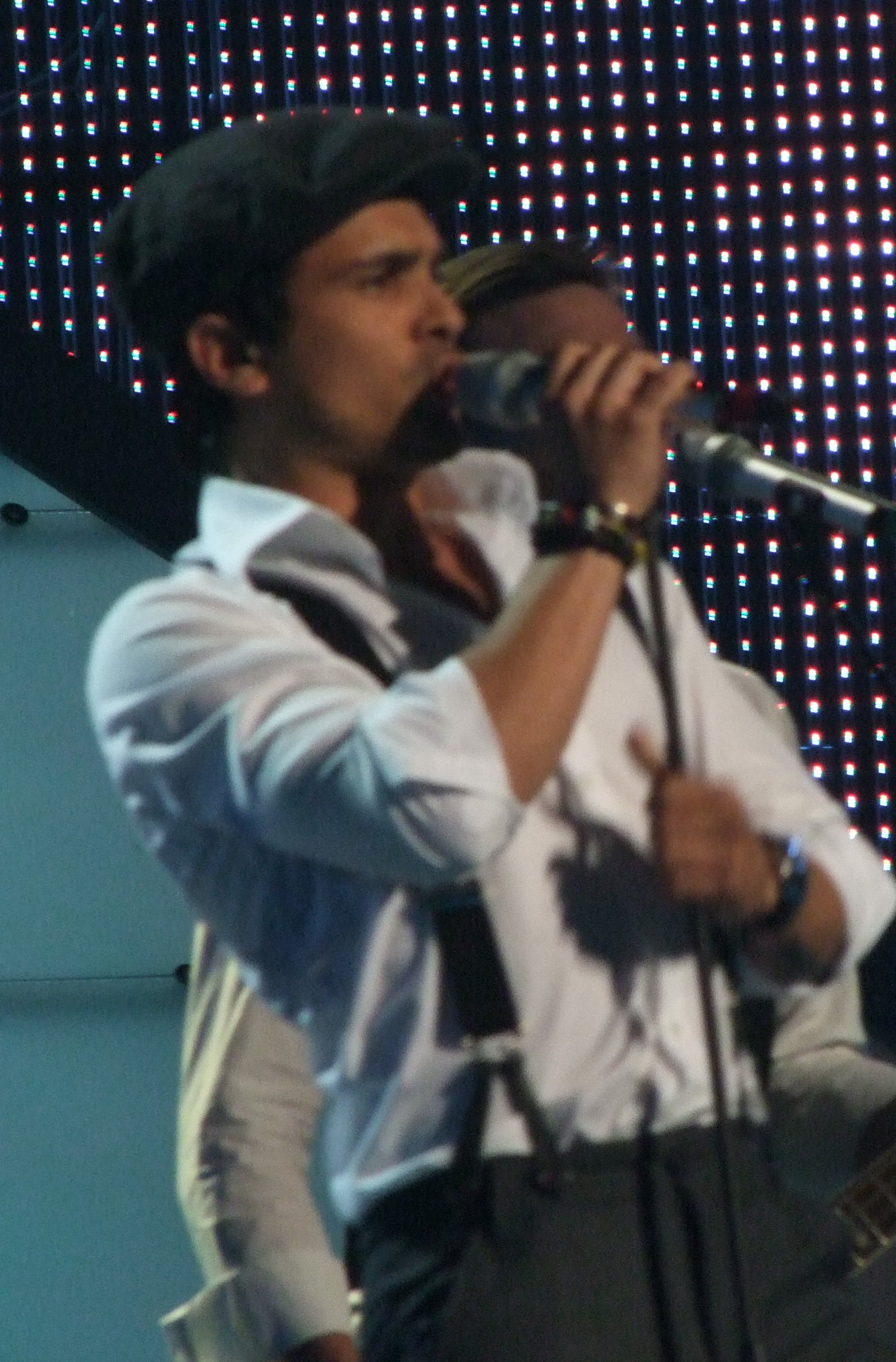
Simon Mathew, cantando no Festival Eurovisão da Canção 2008, realizado em Belgrado, Sérvia.

Simon Mathew (Grenå, 17 de Maio de 1983)  é um cantor pop  dinamarquês. Mathew é irmão de outros dois cantores pop Rebekka Mathew e Sabina Mathew. Mathew venceu a Dansk Melodi Grand Prix em 2008, e representou a Dinamarca no  Festival Eurovisão da Canção, onde cantou "All Night Long
Mathew estreou-se com o seu primeiro álbum em 2005, com o título Simom Mathew e que foi classificado de rock melódico. O seu primeiro single "These Arms" manteve-se no top dinamarquês Tjeklisten  durante cinco semanas consecutivas  . 
Mathew gravou o seu segundo álbum em 2008. 

## Discografia

### Álbuns
- Simon Mathew (2005)
- All For Fame (2008)

### Singles
- "These Arms" (2005) - # 3 na Dinamarca
- "You Are the Music in Me" (2007)

## References
1. ↑  Rebekka og Simon Mathew: Synger på Disney film (dinamarquês), Udfordringen.dk, 29 de Agosto, 2007